# Eerikukivi
Eerikukivi est un bloc erratique sur l'île d'Aegna en Estonie dans le comté de Harju.

## Histoire
Le site est classé monument naturel protégé depuis le 1er janvier 1992.